# آنتونی دیویدسون
آنتونی دیویدسون (انگلیسی: Anthony Davidson؛ زادهٔ ۱۸ آوریل ۱۹۷۹) اتومبیل‌ران فرمول ۱ اهل بریتانیا است.
وی از سال ۲۰۰۲ تا ۲۰۰۸ در مسابقات فرمول یک و در سال ۲۰۰۳ و ۲۰۰۹ در مسابقات ۲۴ ساعته لمانز شرکت کرده‌است.